# Iwan Beschkow
Iwan Beschkow Dunow, auch Ivan Beshkov Dunov (bulgarisch Иван Бешков Дунов; * 9. September 1896 in Dolni Dabnik; † 1. Februar 1945 in Sofia (Hinrichtung)) war ein bulgarischer Politiker der Bulgarische Agrarische Volksunion (bulg. Български земеделски народен съюз, kurz БЗНС). Von 1943 bis 1944 war er Minister für Landwirtschaft in der Regierung von Dobri Boschilow. Sein jüngerer Bruder war der Maler Ilija Beschkow.

## Leben
Im Jahr 1914 absolvierte Iwan Beschkow das Wirtschaftsgymnasium in Swischtow und ging im folgenden Jahr nach Leipzig, um Finanz- und Wirtschaftswissenschaften zu studieren. Wegen des Ersten Weltkriegs kehrte er nach Bulgarien zurück, schloss die Schule für Reserveoffiziere ab und beteiligte sich am Krieg als Zugführer im 11. Infanterie-Regiment von Sliwen. 1916 wurde er in der Schlacht am Cernabogen verwundet.
Nach dem Krieg ging er wieder zurück nach Leipzig, wo er sein Studium im Jahr 1922 abschloss. Nach seiner Rückkehr nach Bulgarien 1923 wurde er Mitglied der Bauernpartei. Von 1924 bis 1926 leitete er die örtliche Bauerngenossenschaft. Im Jahr 1926 war er einer der Gründer der Bauerngenossenschaft „Bulgarischer Zucker“ und bis 1936 Mitglied des Vorstandes. Von 1934 bis 1938 war er Vorstandsmitglied der Bulgarischen Landwirtschafts- und Genossenschaftsbank. 
Während dieser Zeit wurde er zweimal (1927 und 1931) als Abgeordneter ins Parlament gewählt.
Nach dem Verbot der politischen Parteien 1934 war Beschkow weiterhin öffentlich aktiv. Im Zeitraum von 1938 bis 1943 war er Generaldirektor des Dachverbandes der bulgarischen Bauerngenossenschaften (bulgarisch: Общия съюз на българските земеделски кооперации). 1940 wurde er zum dritten Mal als Abgeordneter ins Parlament gewählt. 
In den Jahren 1943 bis 1944 war Beschkow Minister für Landwirtschaft in der Regierung von Dobri Boschilow. Im März 1943 unterzeichnete er als einer von 43 der insgesamt 160 Parlamentsabgeordneten einen Protestbrief, der schließlich die Deportation der bulgarischen Juden in die Vernichtungslager verhinderte (siehe Rettung der bulgarischen Juden). 
Nach der Kriegserklärung der Sowjetunion gegenüber Bulgarien, dem Einmarsch der Roten Armee und dem Putsch der Vaterländischen Front am 9. September 1944 wurde er verhaftet (siehe Kommunistische Machtergreifung). Bald darauf wurde er durch die Vaterländische Front von einem Volksgericht zum Tode verurteilt. 1996 wurde das Urteil postum aufgehoben und für grundlos und nichtig erklärt.
Am 1. Februar 1945 wurden die Politiker der letzten Jahre vor einem Bombentrichter auf dem Sofioter Zentralfriedhof erschossen. Unter den Toten waren auch 20 der 43 Abgeordneten, die den Brief vom März 1943 unterschrieben hatten. Einer von ihnen war auch Iwan Beschkow.